# Karl Gurt
 Karl Alfred Olsson Gurt, född 27 juli 1886 i Adolf Fredriks församling, Stockholm, död 17 september 1951 i Oscars församling, Stockholm, var en svensk dekorationsmålare
Gurt studerade vid Högre konstindustriella skolan i Stockholm och etablerade efter studierna en egen målarverkstad i Stockholm som utförde dekorationsmålning och teaterdekorationer. Vid sidan av sitt arbete som dekorationsmålare var han verksam som stafflikonstnär och privatlärare för blivande konstnärer. Karl Gurt är begravd på Norra begravningsplatsen utanför Stockholm.